# Liste der US-amerikanischen Meister im Federgewicht (Boxen)
Diese Liste bietet eine Übersicht über alle US-amerikanischen Meister im Federgewicht:
- 1889: J. Brown
- 1890: J. Schneering
- 1891: W.H. Horton
- 1892: Not held
- 1893: W.H. Horton
- 1894: C. Miner
- 1895: L. Campbell
- 1896: Not held
- 1897: Joe McCann
- 1898: Not held
- 1899: John Burns
- 1900: J. Scholes
- 1901: J. Scholes
- 1902: Joe McCann
- 1903: J. McGarry
- 1904: T.J. Fitzpatrick
- 1905: Willie Cornell
- 1906: W.J. Leonard
- 1907: T.J. Fitzpatrick
- 1908: E.J. Walsh
- 1909: T.J. Fitzpatrick
- 1910: Frank Smith
- 1911: Frank Hufnagie
- 1912: John Cooper
- 1913: Walter Hitchen
- 1914: Vincent Pokorni
- 1915: Art Strawhacker
- 1916: William Morris
- 1917: Earl Baird
- 1918: James Fruzetti
- 1919: W.P. Corbett
- 1920: Solly Seeman
- 1921: Danny Gartin
- 1922: George Fifield
- 1923: Terry Parker
- 1924: Joe Salas
- 1925: Ray Alfano
- 1926: Patsy Ruffalo
- 1927: Christopher Battalino
- 1928: Harry Devine
- 1929: Martin Zuniga
- 1930: Ray Meyers
- 1931: Tony Scarpati
- 1932: Richard Carter
- 1933: Louis Barisano
- 1934: Edwin Waling
- 1935: Al Nettlow
- 1936: Joseph Church
- 1937: Edgar Waling
- 1938: Bill Eddy
- 1939: Bill Eddy
- 1940: Frank Robinson
- 1941 n. a.
- 1942 n. a.
- 1943: Jackie Floyd
- 1944: Major Jones
- 1945: Virgil Franklin
- 1946: Leo Kelly
- 1947: Wallace (Bud) Smith
- 1948: Ted Fittipaldo
- 1949: Benny Apostadiro
- 1950: Sammy Rodgers
- 1951: Len Walters
- 1952: Mac Martinez
- 1953: Bo Tenequer
- 1954: Stan Fitzgerald
- 1955: Joe Boy Charles
- 1956: Harry Smith (of New York, NY)
- 1957: Rubin Pizzarro
- 1958: John Patrick Britt
- 1959: Roy Houpe
- 1960: George Foster
- 1961: Ralph Ungbricht
- 1962: Steve Freeman
- 1963: Victor Baerga
- 1964: Charles Brown
- 1965: Larry Hines
- 1966: R. Lozado
- 1967: Roy DeFilippis
- 1968: Ronnie McGarvey
- 1969: Joe Bennett
- 1970: Ray Lunny III
- 1971: Ricky Boudreaux
- 1972: Jerome Artis
- 1973: Howard Davis jr.
- 1974: Michael Hess
- 1975: Davey Lee Armstrong
- 1976: Davey Lee Armstrong
- 1977: Johnny Bumphus
- 1978: Elichi Jumawan
- 1979: Bernard Taylor
- 1980: Clifford Gray
- 1981: Lupe Suarez
- 1982: Orlando Johnson
- 1983: Andy Minsker
- 1984: Lyndon Walker
- 1985: Runnell Doll
- 1986: Kelcie Banks
- 1987: Kelcie Banks
- 1988: Carl Daniels
- 1989: Frank Pena
- 1990: Oscar De La Hoya
- 1991: Ivan Robinson
- 1992: Julian Wheeler
- 1993: Julian Wheeler
- 1994: Frankie Carmona
- 1995: Floyd Mayweather Jr.
- 1996: Augie Sanchez
- 1997: Jason Ingwaldson
- 1998: Michael Evans
- 1999: Rocky Juarez
- 2000: Rocky Juarez
- 2001: Andre Dirrell
- 2002: Johnny Vasquez junior
- 2003: Aaron Garcia
- 2004: Brandon Rios
- 2005: Mark Davis
- 2006: Mark Davis
- 2007: Raynell Williams
- 2008: Robert Rodriguez
- 2009: Kevin Rivers
- 2010: Joseph Diaz
- 2011: Joseph Diaz
- 2012: Joet Gonzalez
- 2013: Eduardo Martinez
- 2014: Jarico O’Quinn
- 2015: Chris Colbert
- 2016: Duke Ragan